# لیناردو کوستا میراندا مورایس
لیناردو کوستا میراندا مورایس (به پرتغالی: Leandro Costa Miranda Moraes) مهاجم اهل برزیل است که در شهر یوبرلاندیا، میناس گرایس و در تاریخ ۱۸ ژوئیهٔ ۱۹۸۳ به دنیا آمده‌است.
لیناردو کوستا میراندا مورایس در تیم‌های فوتبال باشگاه ورزشی اینترناسیونال، Botafogo، ویسل کوبه، باشگاه ورزشی اینترناسیونال، Daejeon Citizen، اولسان هیوندای، چونام دراگونز، باشگاه ورزشی اینترناسیونال، Vitória، Sport Recife، ABC، Ponte Preta، São Caetano، Rio Branco، Hapoel Acre سابقهٔ حضور دارد.